# Свислочь (Могилёвская область)
Свислочь (бел. Сві́слач) — агрогородок в Осиповичском районе Могилёвской области Беларуси. Административный центр Свислочского сельсовета.

## География
Расположение: на востоке Осиповичского района у места впадения в Березину её притока — Свислочи, от которого получила своё название.

## Этимология
Своё название получила от реки Свислочь, на берегу которой располагается.

## История

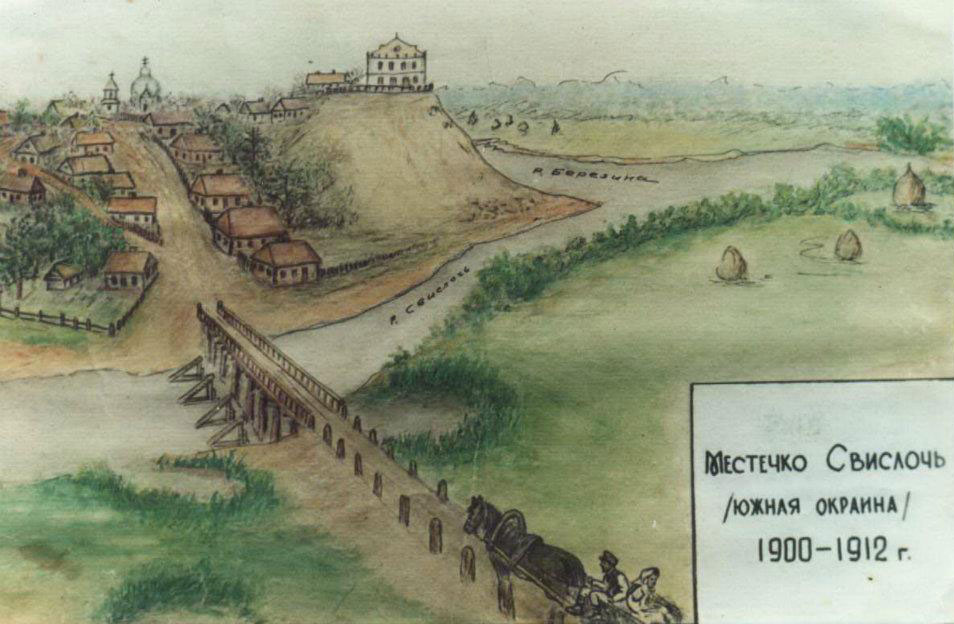
Местечко и замок, 1900-1912

Свислочь — одно из самых древних поселений на белорусской земле. На месте городища во времена Полоцкого княжества возникло поселение замкового типа, относящееся к XI—XII векам, ставшее впоследствии центром Свислочского княжества.
В XIV веке Свислочь была внесена в «Список русских городов дальних и ближних». Средневековый город Свислочь был имуществом Великого князя Литовского и управлялся наместником.
В 1540 году в Статусе Свислочской волости подробно указываются все права и обязанности её жителей.
В XVII веке хозяевами Свислочи были несвижские магнаты Радзивиллы.
В данную эпоху Свислочь была центром высокой духовной значимости. На территории протяженностью в один километр находились культовые строения различных конфессий: две православные церкви — Свято-Никольская и Свято-Успенская, католический костел Распятого Христа и синагоги.
С 1793 года Свислочь в составе Российской империи, с 1801 года — в Бобруйском уезде Минской губернии.
В XIX веке Свислочь была значимым центром, дважды в год здесь проводились крупные ярмарки.
В 1848 году в местечке была открыта школа. В 1868 году была открыта церковная школа.
В 1895 году начинает работать почтовая станция.
С 1924 по 1931 год Свислочь была райцентром, где действовали различные предприятия, значительными из которых были по сплаву леса и деревопереработке.

## Население

### Численность и динамика
- 2009 год — 678 человек

## Транспортная система
Улицы: Замковая

## Экономика
В настоящее время на территории Свислочского сельсовета расположены СПК «Колхоз «Восход» и «Колхоз «Березина», ДУП «Детский санаторий «Свислочь».

## Культура
- Дом культуры

## Достопримечательность
- Свислочское городище (ранний железный век, ранний феодализм, VI в. до н. э. — I в. н.э., XI—XII вв.) —  Историко-культурная ценность Республики Беларусь, шифр 513В000589. Крупнейший археологический памятник.
- Бывший дом семьи Яцко (1911) —  Историко-культурная ценность Республики Беларусь, шифр 513Г000055
- Свято-Никольский храм, расположенный на улице Замковой.
- Братская могила

### Утраченное наследие
- Свислочский замок (XII—XVII вв.)
- Костёл и монастырь францисканцев
- Синагога
- Усадьба
- Церковь

## Галерея

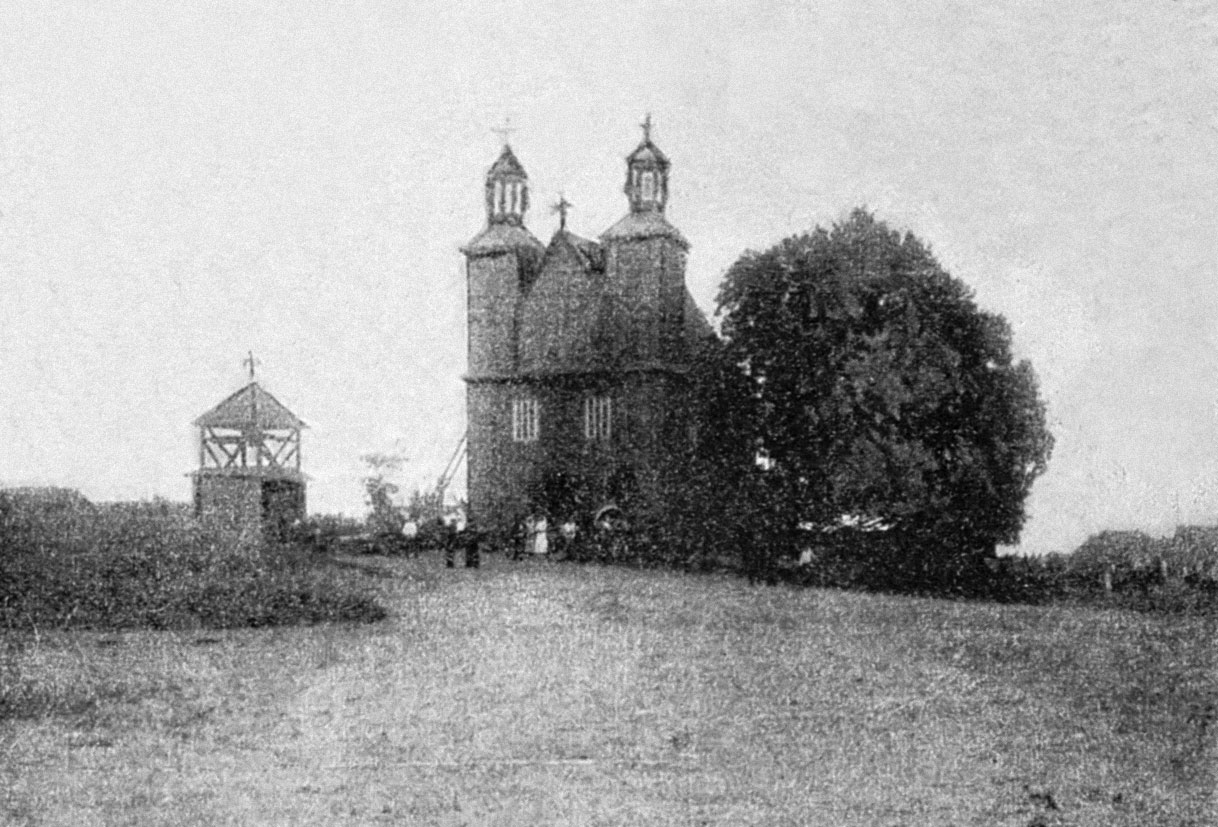
Костёл в Свислочи. Ранее 1914 г.
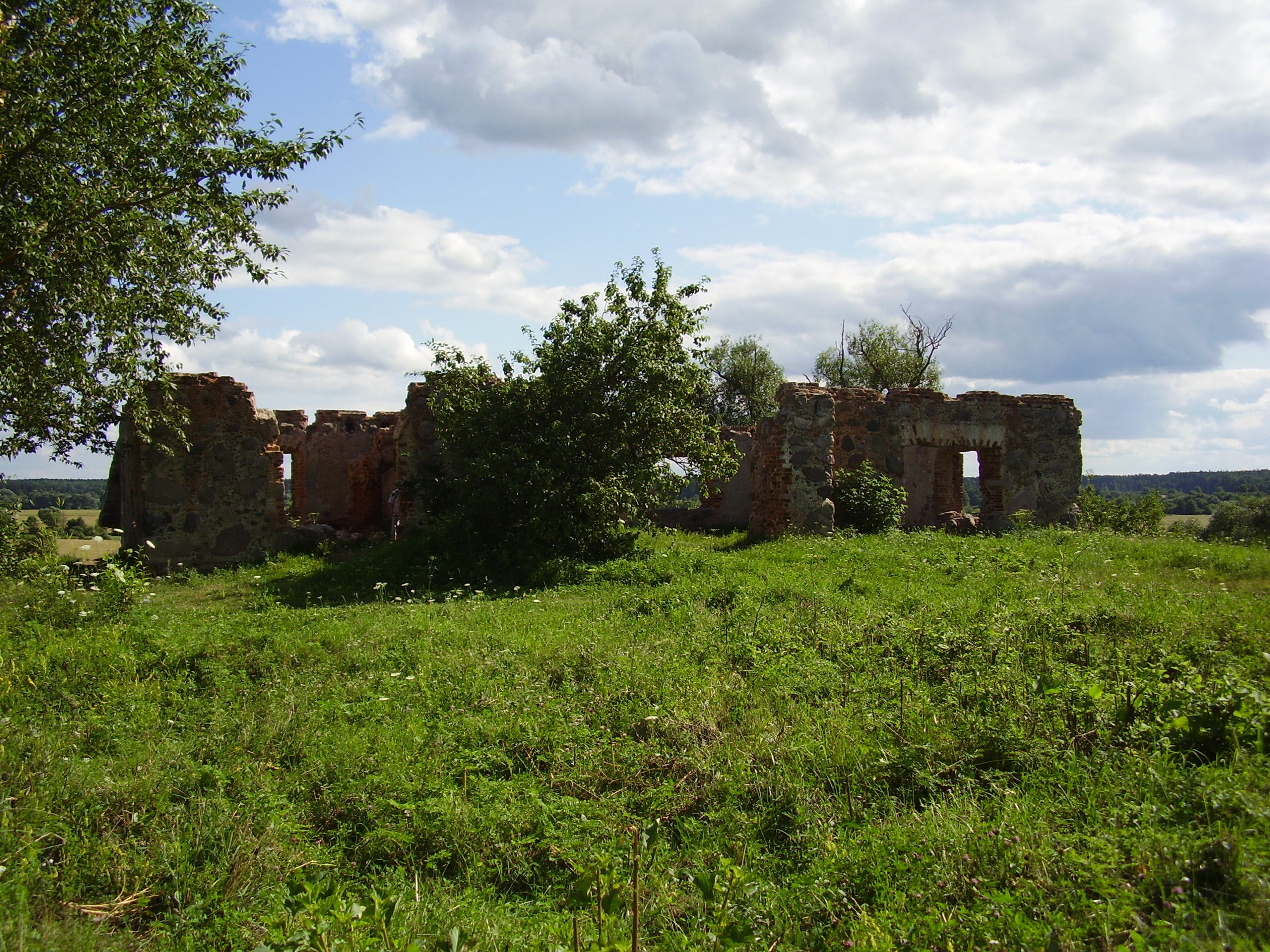
Руины хозяйственной постройки на замчище.
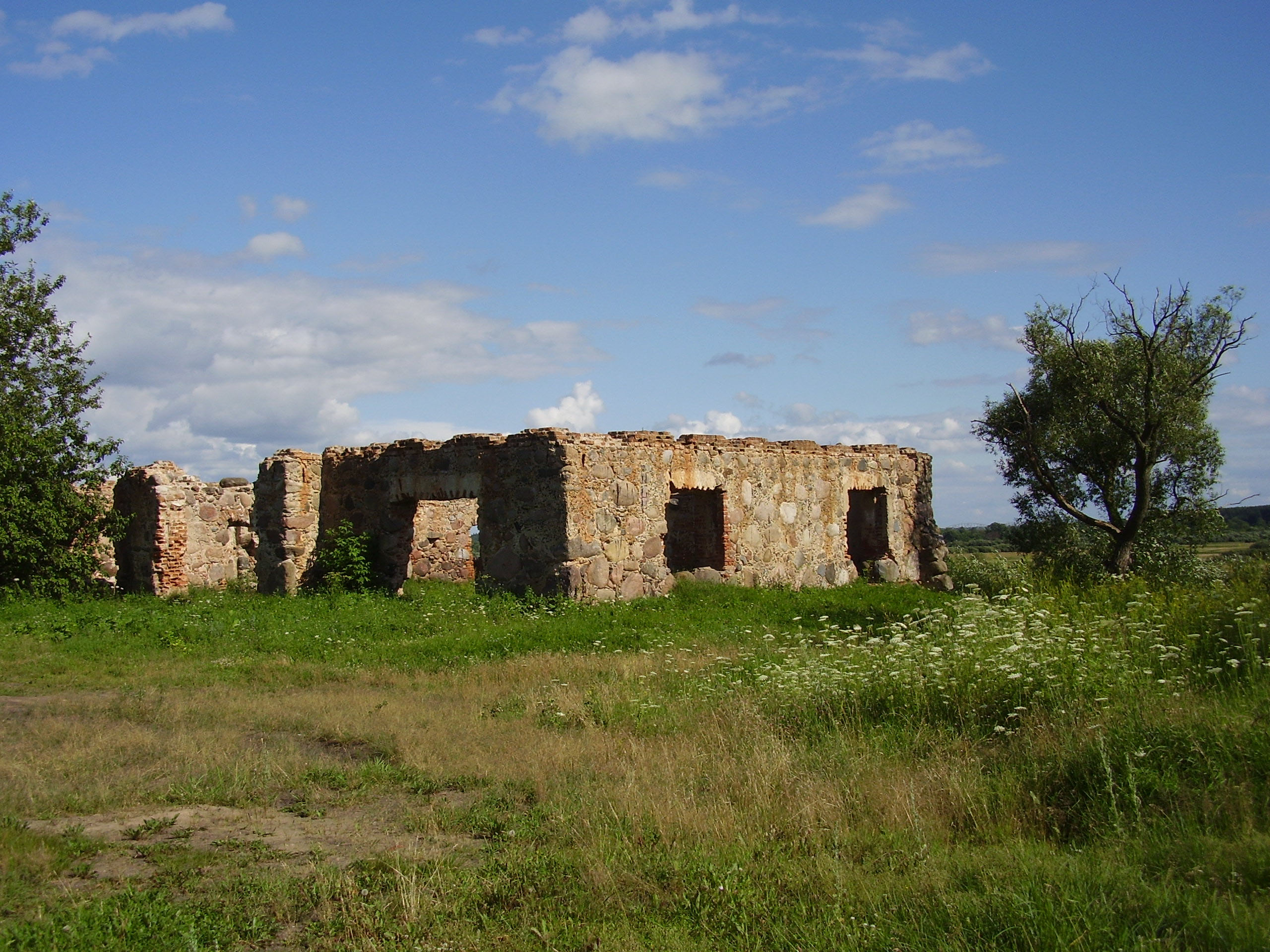
Хозяйственная постройка XIX века на городище.
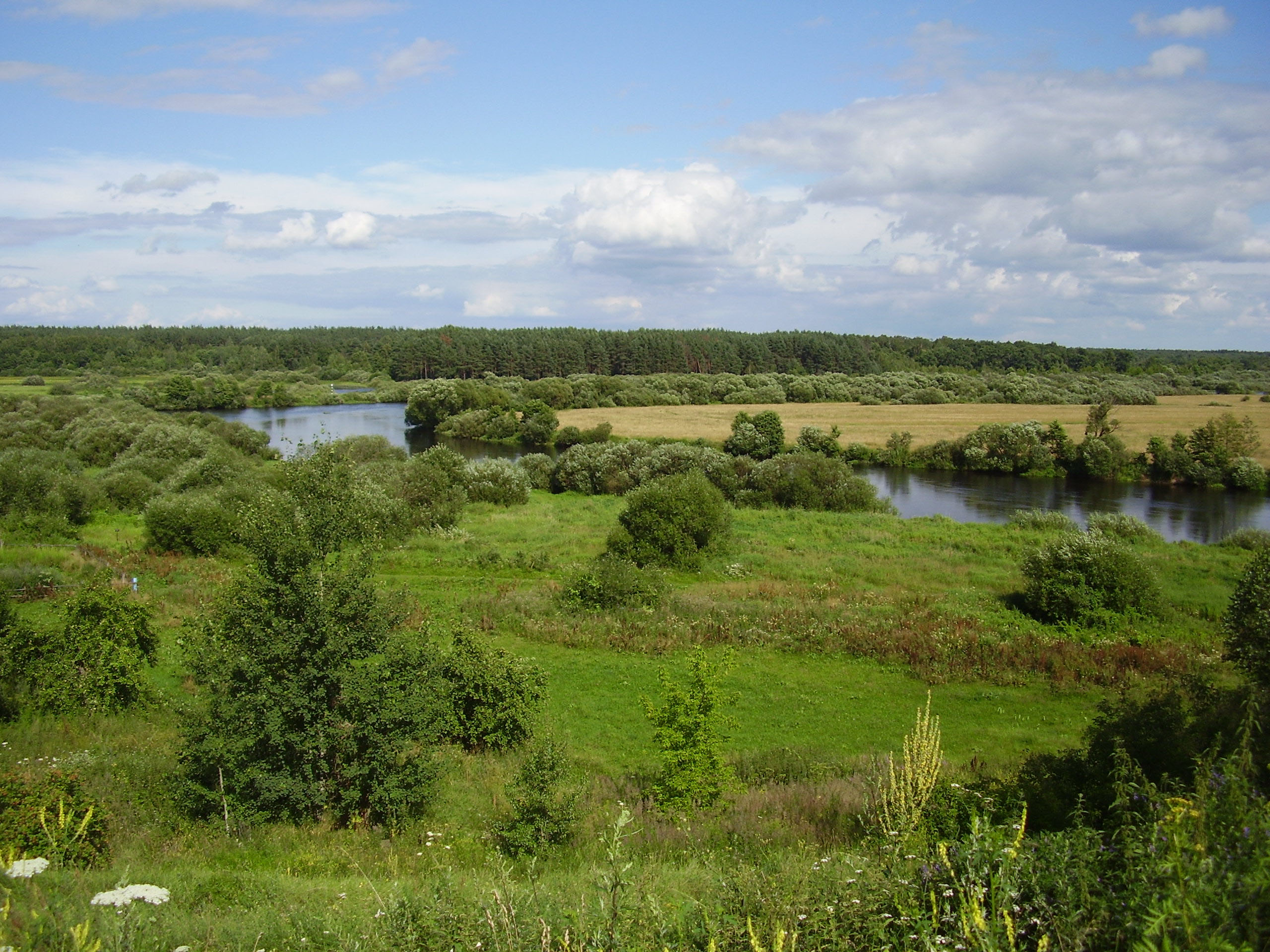
Вид на реку Свислочь с городища.
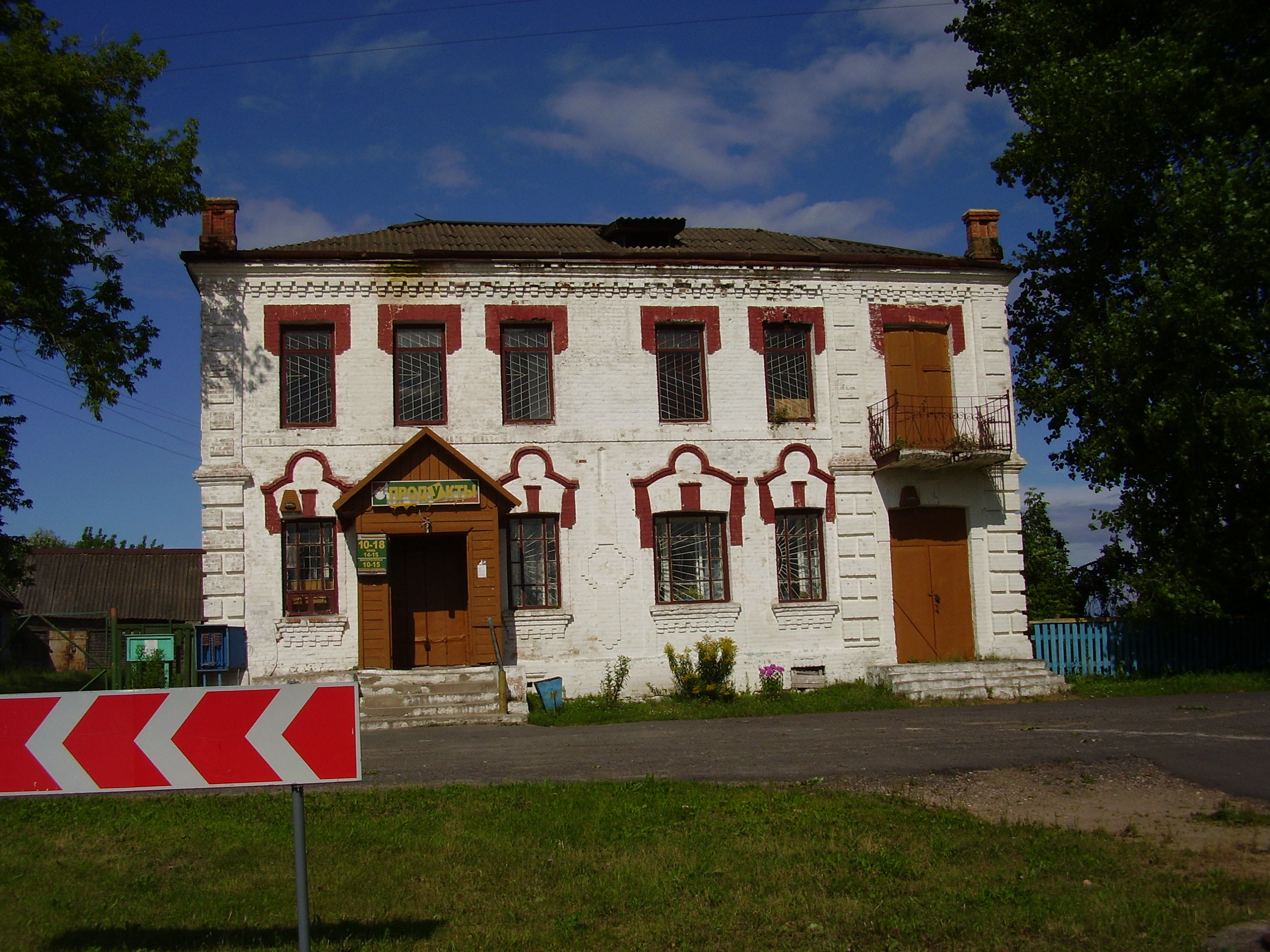
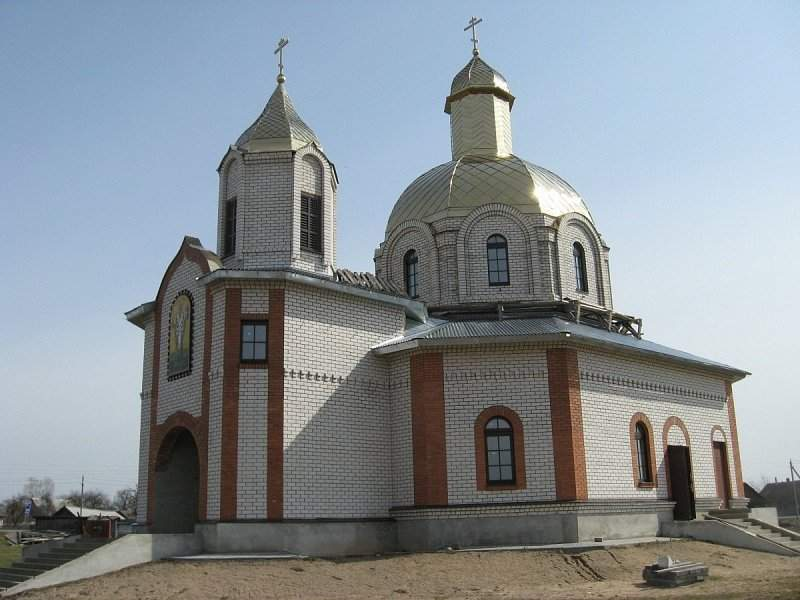
Свято-Николаевская церковь

## Туризм
В Осиповичах существует экскурсионный туристический маршрут: деревня Вязье — деревня Свислочь — рабочий посёлок Елизово.

## Известные жители и уроженцы
- Кунцевич, Анатолий Демьянович — академик Российской академии наук
- Левин, Шмария Хаимович — доктор философии, сионистский деятель и еврейский писатель
- Ништ, Михаил Иванович — доктор технических наук, генерал-майор авиации
- Стефан Кучинский (1875 - 3.5.1955) — удостоен звания Праведника народов мира за спасение евреев во время Холокоста[6].